# 安曇石成
安曇 石成（あずみ の いわなり、生没年不詳）は、奈良時代の貴族。姓は宿禰。官位は従五位上・若狭守。

## 経歴
淳仁朝の天平宝字5年（761年）藤原辛加知・石川弟人・佐味伊与麻呂らとともに従五位下に叙爵する。天平宝字8年（764年）に発生した藤原仲麻呂の乱における動静は不明。
称徳朝の神護景雲2年（768年）若狭守に任じられ、光仁朝の宝亀3年（772年）従五位上に至る。

## 官歴
『続日本紀』による。
- 時期不詳：正六位上
- 天平宝字5年（761年） 正月2日：従五位下
- 神護景雲2年（768年） 6月29日：若狭守
- 宝亀3年（772年） 正月3日：従五位上